# Hofmark

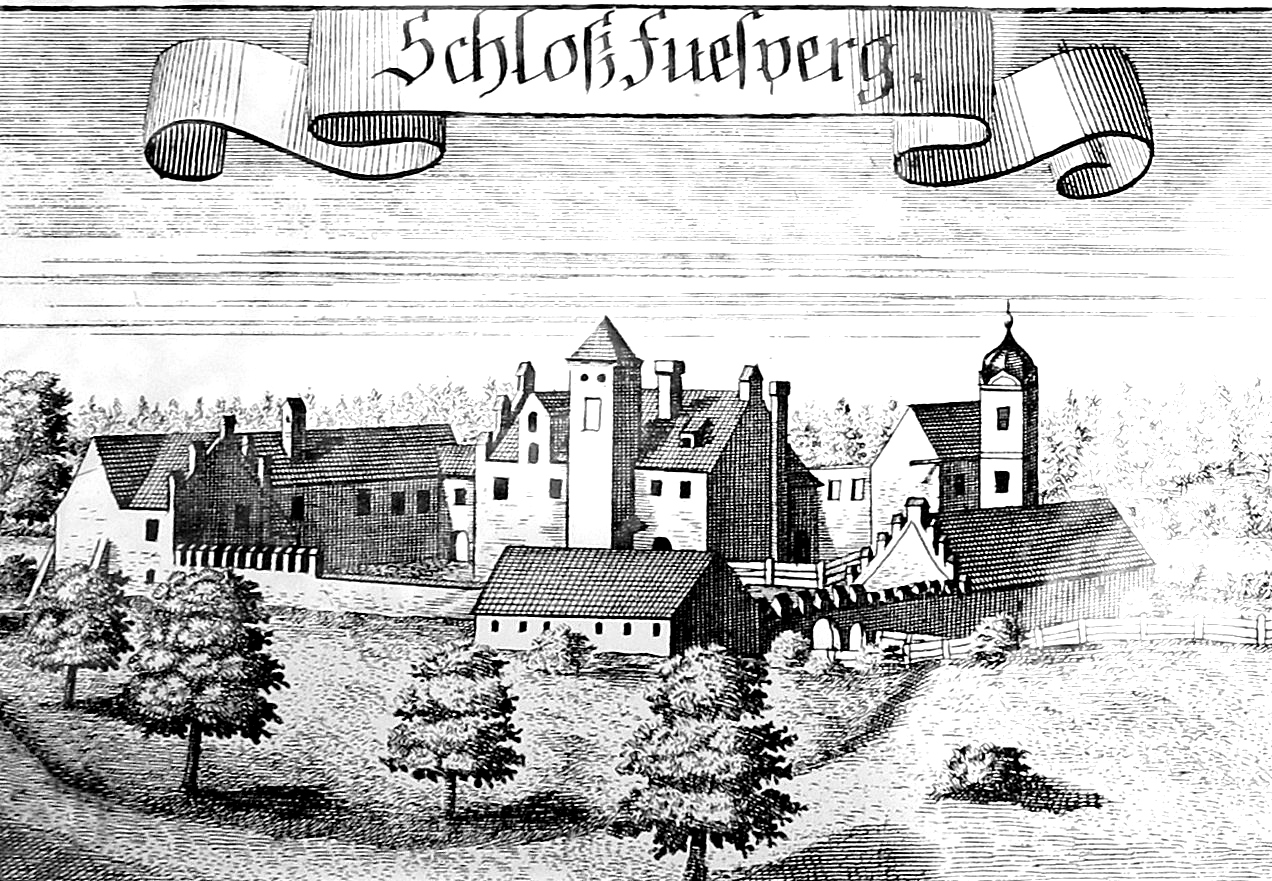
Beispiel einer Hofmark Schloss Fußberg: Hofmarkschloss mit Wirtschaftsgebäuden, Kirche und Hofmauer;
Stich von Michael Wening um 1700

Hofmark bezeichnet den abgegrenzten Bezirk einer Grundherrschaft, der das Recht zur niederen Gerichtsbarkeit zustand.  
Es ist ein Begriff aus dem mittelalterlichen und frühneuzeitlichen Recht im Herzogtum Bayern, in der Habsburgermonarchie und im Erzstift Salzburg. Der Begriff lässt sich seit der Mitte des 12. Jahrhunderts nachweisen. Rechtsgrundlage war die Ottonische Handfeste vom 5. Juni 1311, in der die niederbayerischen Stände dem Herzog Otto III. eine einmalige Steuer bewilligten, dafür aber die niedere Gerechtigkeit für ihre Besitzungen erhielten.
Unterschieden wird zwischen geschlossenen und offenen Hofmarken. In den geschlossenen Hofmarken unterstanden auch die in der Hofmark ansässigen Untertanen fremder Gerichtsherrn dem Hofmarksherrn. In den offenen Hofmarken dagegen erstreckte sich der Herrschaftsbereich des Inhabers nur auf die eigenen Gebäude und die Untertanen, die ihm gehörende Güter bebauten. Die nächsthöhere Verwaltungseinheit war sowohl in Bayern als auch in Österreich und Salzburg das Landgericht. Die sogenannte Edelmannsfreiheit aus dem Freiheitsbrief Herzog Albrecht V. von 1557 räumte den Hofmarksherren die Jurisdiktion auch über einschichtige Güter ein, die zwar inzwischen zum Besitz gehörten, aber außerhalb der ursprünglichen Hofmarksgrenzen lagen.
Hofmarken konnten sowohl im Besitz kirchlicher als auch adliger Herren sein. Ihre Bedeutung liegt darin, dass hier unabhängig vom Landesherrn Recht gesprochen und Fronarbeiten eingefordert werden konnten, parallel zum Rittergut im nördlichen Deutschland. Die Zahl der Hofmarken in Altbayern wird für Ende des 16. Jahrhunderts auf knapp 900 geschätzt und steigerte sich noch bis zum Ende des 18. Jahrhunderts. Ende des 17. Jahrhunderts war etwa die Hälfte aller bayerischen Untertanen einem Hofmarksgericht unterstellt.
Mit der Säkularisation 1803 gingen zunächst die geistlichen Hofmarken in Staatsbesitz über. 1818 entstanden aus den geschlossenen Hofmarken des Adels die Patrimonialgerichte. Die letzten Vorrechte der Hofmarksbesitzer wurden mit der Revolution 1848 in Bayern wie auch in Österreich beseitigt.
Der frühere Herrensitz des Grundherrn in einer Hofmark wird im bairischen Sprachraum als Hofmarkschloss bezeichnet.